# هجرس دنتي
هجرس دنتي (الاسم العلمي:Cercopithecus denti) (بالإنجليزية: Dent's Mona Monkey)‏ هو نوع من الحيوانات يتبع جنس الهجرس من فصيلة سعادين العالم القديم.